# Eric Johannesen
Eric Johannesen (* 16. Juli 1988 in Oberhausen) ist ein deutscher Ruderer. 2011 wurde er Weltmeister und 2012 Olympiasieger im Achter.

## Karriere
Johannesen begann 2002 mit dem Rudersport. 2005 war er Juniorenweltmeister im Vierer mit Steuermann, 2006 belegte er im Achter den zweiten Platz bei den Junioren-Weltmeisterschaften. 2008 siegte Johannesen im Doppelvierer bei der U23-Weltmeisterschaft, 2009 belegte der deutsche Doppelvierer den fünften Platz bei den U23-Weltmeisterschaften. 2010 belegte er zusammen mit Sebastian Peter den zweiten Platz im Doppelzweier bei den U23-Weltmeisterschaften.
Ebenfalls im Jahr 2010 startete Johannesen bei den offenen Weltmeisterschaften zusammen mit Andreas Kuffner im Zweier ohne Steuermann und belegte den fünften Platz. 2011 rückten Kuffner und Johannesen in den Deutschland-Achter auf, mit dem sie den deutschen Meistertitel und die Weltcupregatten in München und Luzern gewannen, dazwischen traten die beiden zusammen mit Richard Schmidt und Kristof Wilke beim Weltcup in Hamburg im Vierer ohne Steuermann an und gewannen auch in dieser Bootsklasse. Bei den Weltmeisterschaften in Bled siegte der Deutschland-Achter, im Jahr darauf gewann der Deutschland-Achter mit Johannesen bei den Olympischen Spielen 2012 in London die Goldmedaille.
Auch im neuen Olympiazyklus gehörte Johannesen ab 2013 konstant zum Kader des Deutschland-Achters, der mit der britischen Auswahl einen starken neuen Dauerrivalen bekommen hat. In den Jahren 2013 bis 2016 konnte die deutsche Mannschaft jeweils die Goldmedaille bei den Europameisterschaften gewinnen. In den WM-Finals war jedoch dreimal das Boot aus dem Vereinigten Königreich schneller, so dass Eric Johannesen mit dem Deutschland-Achter jeweils die Silbermedaille gewann. Im Finale der Olympischen Spiele 2016 ergab sich der Zieleinlauf wie bei den Weltmeisterschaften 2013 bis 2015, hinter den Briten erhielten die Ruderer des Deutschland-Achters die Silbermedaille.
Dafür erhielt er zusammen mit der Achter-Mannschaft am 1. November 2016 von Bundespräsident Gauck das Silberne Lorbeerblatt.
Bei den Europameisterschaften 2013 führte Johannesen den Achter dabei als Schlagmann an.
Der 1,93 Meter große Sportsoldat startete bis 2017 für den Ruder-Club Bergedorf, danach für den Ruder-Club Favorite Hammonia. Sein Bruder Torben Johannesen war bei den Olympischen Spielen 2016 als Ersatzmann dabei.

## Erfolge
- 2010: 5. Platz im Zweier ohne Steuermann bei den Weltmeisterschaften mit Andreas Kuffner
- 2011: 1. Platz im Achter bei den Weltmeisterschaften mit Gregor Hauffe, Andreas Kuffner, Eric Johannesen, Maximilian Reinelt, Richard Schmidt, Lukas Müller, Florian Mennigen, Kristof Wilke und Steuermann Martin Sauer
- 2012: 1. Platz im Achter bei den Olympischen Spielen mit Filip Adamski, Andreas Kuffner, Eric Johannesen, Maximilian Reinelt, Richard Schmidt, Lukas Müller, Florian Mennigen, Kristof Wilke und Steuermann Martin Sauer
- 2013: 1. Platz im Achter bei den Europameisterschaften mit Maximilian Munski, Hannes Ocik, Maximilian Reinelt, Felix Drahotta, Anton Braun, Richard Schmidt, Kristof Wilke, Eric Johannesen und Steuermann Martin Sauer
- 2013: 2. Platz im Achter bei den Weltmeisterschaften mit Hannes Ocik, Maximilian Munski, Maximilian Reinelt, Felix Drahotta, Anton Braun, Richard Schmidt, Kristof Wilke, Eric Johannesen und Steuermann Martin Sauer
- 2014: 1. Platz im Achter bei den Europameisterschaften mit Maximilian Planer, Felix Wimberger, Andreas Kuffner, Eric Johannesen, Richard Schmidt, Malte Jakschik, Maximilian Reinelt, Felix Drahotta und Steuermann Martin Sauer
- 2014: 2. Platz im Achter bei den Weltmeisterschaften mit Maximilian Planer, Malte Jakschik, Andreas Kuffner, Felix Drahotta, Richard Schmidt, Eric Johannesen, Maximilian Reinelt, Felix Wimberger und Steuermann Martin Sauer
- 2015: 1. Platz im Achter bei den Europameisterschaften mit Maximilian Munski, Malte Jakschik, Maximilian Reinelt, Eric Johannesen, Anton Braun, Felix Drahotta, Richard Schmidt, Hannes Ocik und Steuermann Martin Sauer
- 2015: 2. Platz im Achter bei den Weltmeisterschaften mit Maximilian Munski, Malte Jakschik, Maximilian Reinelt, Eric Johannesen, Anton Braun, Felix Drahotta, Richard Schmidt, Hannes Ocik und Steuermann Martin Sauer
- 2016: 1. Platz im Achter bei den Europameisterschaften mit Maximilian Munski, Malte Jakschik, Andreas Kuffner, Felix Drahotta, Maximilian Reinelt, Eric Johannesen, Richard Schmidt, Hannes Ocik und Steuermann Martin Sauer
- 2016: 2. Platz im Achter bei den Olympischen Spielen mit Maximilian Munski, Malte Jakschik, Andreas Kuffner, Eric Johannesen, Maximilian Reinelt, Felix Drahotta, Richard Schmidt, Hannes Ocik und Steuermann Martin Sauer